# Кампания по приданию Низами статуса национального азербайджанского поэта

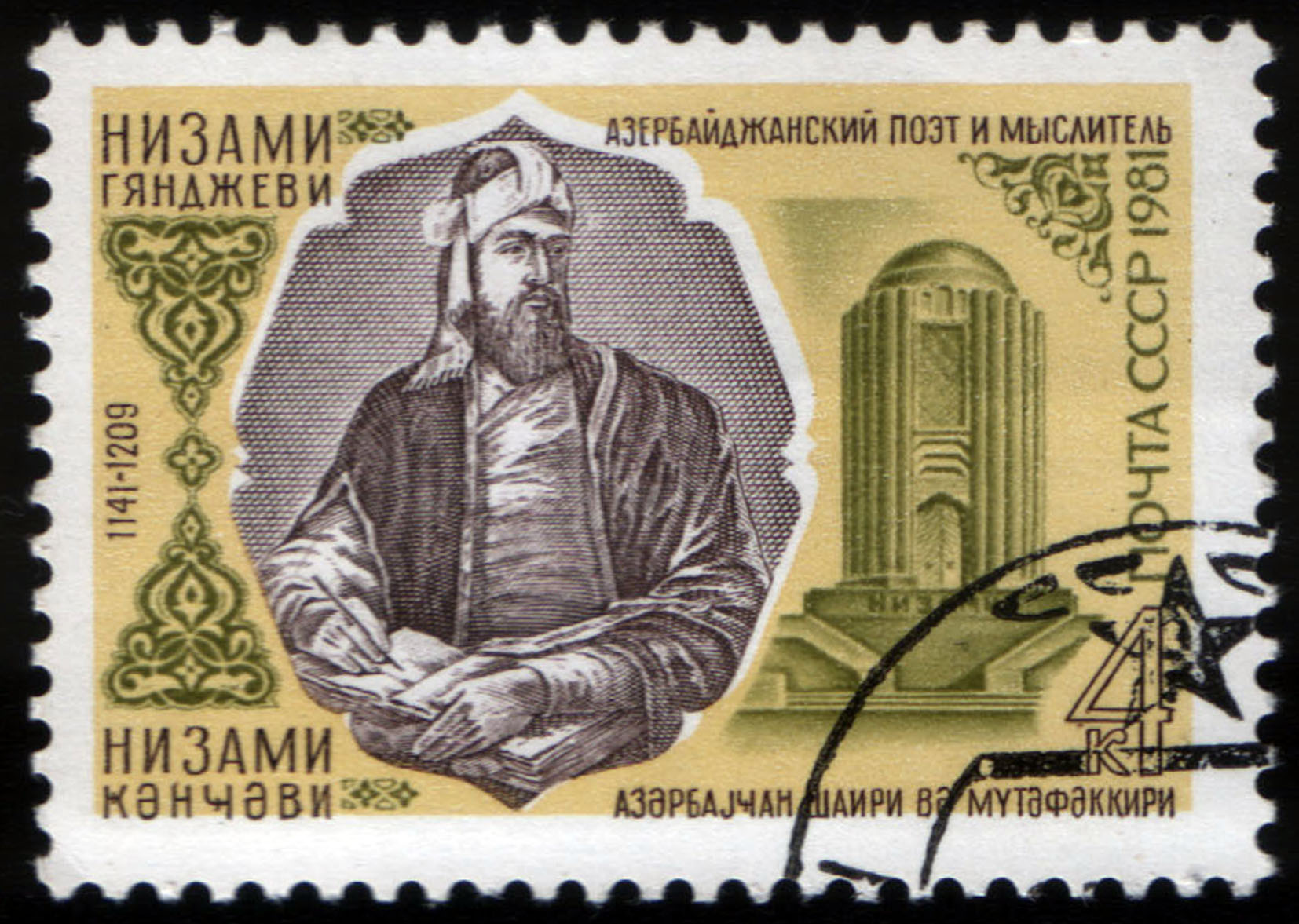
Почтовая марка СССР, посвящённая «азербайджанскому поэту и мыслителю Низами Гянджеви», 1981, 4 коп. (ЦФА 5197, Скотт 4949)

Кампания по приданию Низами статуса национального азербайджанского поэта (используется также термин «азербайджаниза́ция Низами») — идеологически и политически мотивированный пересмотр национально-культурной принадлежности классика персидской поэзии Низами Гянджеви, начавшийся в СССР в конце 1930-х годов и приуроченный к празднованию 800-летия поэта. Кампания увенчалась юбилейными торжествами 1947 года, однако последствия её продолжают сказываться и по сей день: с одной стороны, в выигрыше оказались многие культуры многонационального Советского Союза и, в первую очередь, азербайджанская культура, с другой же — это привело к чрезвычайной политизации вопроса о культурно-национальной идентичности Низами в СССР и современном Азербайджане.

## Причины и предпосылки кампании

### Утверждения о Низами как об этническом тюрке до конца 1930-х годов
В 1903 году азербайджанский публицист и просветитель Фиридун Кочарлинский в книге «Литература азербейджанских татар» назвал поэта «татарином родом из Елисаветполя» (до 1930-х годов азербайджанцев именовали «татарами»). По мнению советского востоковеда А. Е. Крымского, построения Кочарлинского основывались на предположении Иоганна Шерра, что мать Низами была гянджинской азербайджанкой, вопреки свидетельству самого поэта, что его мать — курдянка.
Кочарлинский приводит Низами как пример азербайджанского поэта, писавшего на персидском языке ввиду общего заимствования азербайджанцами у персов религии, языка и литературы. При этом азербайджанскую литературу Кочарлинский, ссылаясь на общее мнение, производил от первого известного тогда азербайджаноязычного поэта — Вагифа (XVIII век).
В изданном в 1926 году первом томе Большой советской энциклопедии отмечается, что «некоторые выдающиеся произведения азербайджанской литературы даже создавались на персидском языке. Таковы «Хафти-иклим» («Семь стран») известного Хакани, «Пяндж-Гяндж» («Пять кладов») Шейх-Низами и др.».
Американский историк Ю. Л. Слёзкин упоминает также, что в 1934 году представитель азербайджанской делегации на Первом съезде писателей СССР назвал Низами тюрком из Гянджи.

### Ситуация в науке к концу 1930-х годов
Взгляд на Низами как представителя персидской литературы был доминирующим в мировом востоковедении. Этого же мнения придерживались до конца 1930-х годов и советские востоковеды. Согласно энциклопедическим словарям, выходившим в России, Низами является персидским поэтом и выходцем из города Кум в центральном Иране (этот факт впоследствии был поставлен под сомнение, и современные учёные склоняются к мысли, что он родился в Гяндже). Так, Энциклопедический словарь Брокгауза и Ефрона сообщает (автор статьи — Агафангел Крымский):

лучший романтический персидский поэт (1141—1203); уроженец кумский, но носит прозвище «Гянджеви» (Ганджинский), потому что большую часть жизни провёл в Гандже (теперь Елизаветполь) и там же умер.
 Аналогично определяет поэта и энциклопедия «Британника» 1911 года: 

персидский поэт, родившийся в 535 г. Хиджры (1141 по Р. Х.). Его родина или, во всяком случае, местожительство отца, была в нагорьях Кума, но так как он провёл почти все свои дни в Гяндже в Арране (ныне Елизаветполь), он известен как Низами из Гянджи, или Гянджеви.

### Причины пересмотра статуса Низами

#### Идеологические потребности Советского Азербайджана в 1930-х годах
Согласно В. А. Шнирельману, после упразднения в 1936 году Закавказской Социалистической Федеративной Советской Республики для вновь образованной самостоятельной Азербайджанской ССР понадобилась особая история, которая позволяла бы, с одной стороны, дистанцировать республику от шиитского Ирана, чтобы избежать подозрений в контрреволюционном панисламизме, а с другой — отмежевать азербайджанцев от остальных тюрок (на фоне официальной борьбы с пантюркизмом). Вместе с тем азербайджанцы остро нуждались в доказательствах собственной автохтонности, так как причисление к «народам-пришельцам» создавало прямую опасность депортаций. Результатом стало создание на историческом факультете Азербайджанского государственного университета кафедры истории Азербайджана и стремительная «азербайджанизация» исторических героев и предшествовавших историко-политических образований на территории Азербайджана.
Ю. Л. Слёзкин отмечает, что в это время в определившихся республиках усилия по построению национальных культур титульных наций были удвоены. Согласно национальной линии ВКП(б), все титульные нации должны были иметь «Великие Традиции», которые, по мнению Слёзкина, при необходимости следовало изобрести, чтобы все национальные культуры, кроме русской, стали равноценны.
Джордж Бурнутян рассматривает причисление Низами к азербайджанским поэтам (Рудаки — к узбекским, Руми — к турецким) в контексте общей политики ослабления связи тюркских народов с исламом и воспитания у них чувства гордости в отношении своей славной, хотя и вымышленной, национальной идентичности.

#### Юбилейные кампании конца 1930-х

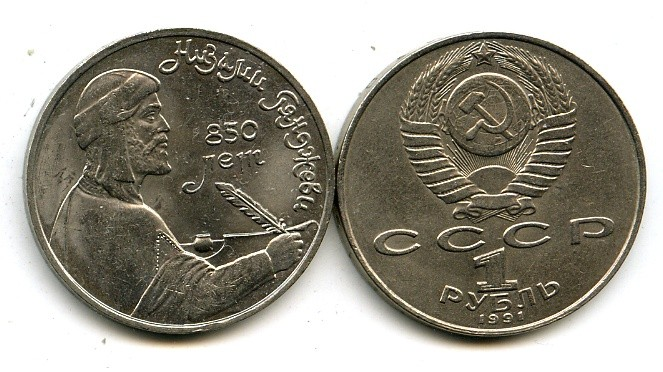
Юбилейная монета СССР 1 рубль, посвящённая 850-летию Низами, 1991

Во второй половине 1930-х годов, в ходе утверждения ценностей «советского патриотизма», были организованы юбилеи общесоюзного масштаба: русские — 100-летие гибели А. С. Пушкина и 750-летие «Слова о полку Игореве» (1938 год) — и национальные, в том числе и в закавказских республиках: 1000-летие армянского эпоса «Давид Сасунский» (1939 год, эпос сложился к X веку) и 750-летие грузинской классической поэмы «Витязь в тигровой шкуре» (1937 год). Для подтверждения равного статуса с другими кавказскими республиками Советскому Азербайджану требовалось проведение сопоставимого по размаху юбилея. В рамках этой общесоюзной юбилейной кампании началась подготовка к 800-летию со дня рождения Низами как великого азербайджанского поэта.

## Ход кампании

### Объявление Низами азербайджанским поэтом
А. О. Тамазишвили отмечает, что объявление Низами азербайджанским поэтом было осуществлено к его 800-летнему юбилею.
Виктор Шнирельман указывает более точную дату: 1938 год.
Анализируя последовательность событий, Тамазишвили приходит к выводу, что первоначально идея признать Низами азербайджанским поэтом возникла у первого секретаря ЦК КП(б) Азербайджанской ССР М. Д. А. Багирова. Имея стойкие антииранские убеждения и будучи патриотом Азербайджана, он считал идеологически неприемлемой персидскую идентификацию Низами. Однако в конце 1930-х годов решение этого вопроса выходило за пределы компетенции деятелей республиканского уровня. Кроме того, попытка записать Низами в азербайджанцы могла быть расценена союзной властью как националистическая; также можно было ожидать возражений от учёных, прежде всего сильной ленинградской востоковедческой школы.
В 1937 году в СССР планировался выпуск «Антологии азербайджанской поэзии». В её первоначальный вариант стихи Низами включены не были. Однако 1 августа газета «Бакинский рабочий» опубликовала заметку, в которой говорилось, что работа над антологией закончена и в неё вошли стихи Низами, вопреки всем усилиям «врагов народа», которые «сделали всё, чтобы антология выглядела возможно более тощей и хилой».
Для обоснования включения Низами в азербайджанские поэты в качестве аргумента приводилось мнение востоковеда Ю. Н. Марра (сына академика Н. Я. Марра), который в 1929 году заявил, что Низами является своим для Кавказа и что его поэзия пользуется в Азербайджане бо́льшим почётом, чем в Персии. Согласно Тамазишвили, Юрий Марр не утверждал, что Низами является азербайджанским поэтом, но он был единственным, на кого могли опереться сторонники такого взгляда на Низами. Кроме того, на Юрия Марра падали «лучи славы» отца, обладавшего в те годы большим авторитетом в академических и партийных кругах. Позднее в Азербайджане стали утверждать, что и академик Н. Я. Марр принял участие в пересмотре «положений буржуазной востоковедческой науки, искажающей образ азербайджанского поэта».
В том же году к подготовке к публикации произведений Низами приступил Институт истории языка и литературы Азербайджанского филиала АН СССР.
5 апреля 1938 года в Москве проходила декада азербайджанского искусства, к которой в Баку была выпущена «Антология азербайджанской поэзии» под редакцией поэта Владимира Луговского со стихами Низами в переводе Константина Симонова. В предисловии к изданию было сказано: «Среди азербайджанских поэтов XII века величественно возвышается образ Низами». В день открытия декады в редакционной статье «Правды» говорилось:

Ещё в эпоху феодального бесправия азербайджанский народ породил крупнейших художников. Имена Низами, Хакани, Физули Багдадского соперничают в славе со знаменитыми персидскими поэтами Саади и Гафизом. И Низами, и Хакани, и Физули были пламенными патриотами своего народа, служившими иноземным пришельцам, лишь подчиняясь силе.
18 апреля 1938 года «Правда» поместила передовицу «Торжество азербайджанского искусства», в которой те же три поэта — Низами, его современник Хагани Ширвани и Физули Багдади — назывались выразителями «мятежной, мужественной и гневной души» азербайджанского народа, «пламенными патриотами своего народа, поборниками свободы и независимости своей страны».
В Азербайджане отдавали себе отчёт, что результата можно добиться только с привлечением востоковедов — в первую очередь из Ленинграда. Наиболее активное участие в этом процессе принял востоковед Е. Э. Бертельс, ранее называвший Низами персидским поэтом, но в начале февраля 1939 года опубликовавший в «Правде» статью «Гениальный азербайджанский поэт Низами» — по предположению Тамазишвили, заказную.
Согласно И. К. Лупполу, упоминание «Правдой» Низами являлось директивой к действию для Академии наук:

Если полгода тому назад в «Правде» появился «подвал» о Низами, если в Советском Союзе уже орган партии поместил «подвал» о Низами — это значит, что каждый сознательный житель Советского Союза должен знать, кто такой Низами. Это указание всем директивным организациям, всем инстанциям республиканского, областного, районного масштаба, и здесь Академия Наук должна сказать своё слово, не нарушая своего высокого научного достоинства в этом деле.

### Роль И. В. Сталина

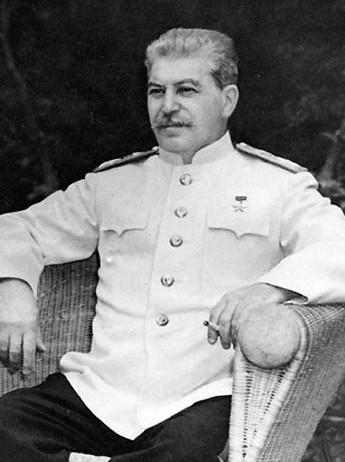
И. В. Сталин, Генеральный секретарь ЦК ВКП(б)

3 апреля 1939 года вышел номер «Правды» со статьёй украинского поэта Миколы Бажана, в которой он рассказывал о своей встрече со Сталиным:

Товарищ Сталин говорил об азербайджанском поэте Низами, цитировал его произведения, чтобы словами этого поэта разбить безосновательность того утверждения, что, дескать, этого великого поэта нашего братского азербайджанского народа нужно отдать иранской литературе только потому, что он, мол, большинство своих поэм писал на иранском языке. Низами в своих поэмах сам утверждает, что он вынужден был прибегать к иранскому языку, ибо ему не разрешают обращаться к своему народу на родном языке. Вот именно это место и цитировал товарищ Сталин, гениальным размахом своей мысли и эрудиции охватывая всё выдающееся, что создано историей человечества.
Вальтер Коларц указывает, что окончательный вердикт в пользу точки зрения на Низами как на великого азербайджанского поэта, выступающего против угнетателей, но вынужденного писать на чужом языке, был вынесен именно Иосифом Сталиным. Низами не должен был принадлежать персидской литературе, несмотря на язык его стихов.
16 апреля «Правда» опубликовала стихотворное послание Сталину от представителей бакинской интеллигенции (Самеда Вургуна, Расула Рза, Сулеймана Рустама) с благодарностью за «возврат» Низами Азербайджану:

Владели нашим Низами, певца присвоив, чужаки,
Но гнёзда, свитые певцом в сердцах признательных, крепки.
Ты нам вернул его стихи, его величье возвратил.
Бессмертным словом ты о нём страницы мира озарил.
Тем не менее, как отмечает Тамазишвили, Бертельс ни в одной публикации ни разу не упомянул роль Сталина в вопросе «репатриации» Низами; также о роли Сталина умалчивается в российских изданиях, включая публикации азербайджанских авторов. Однако в самом Азербайджане роль Сталина в вопросе Низами неоднократно подчёркивалась. Так, в 1947 году заместитель председателя Госплана Азербайджанской ССР (с 1970 года председатель Совета министров АзССР) Али Ибрагимов так характеризовал роль Сталина в развитии изучения литературного наследия Низами:

Вопрос об изучении творчества Низами в широком масштабе в смысле исследования многогранного и богатого его наследия, его эпохи был начат учёными Советского Союза в 1939 г. после того, как наш великий вождь товарищ Сталин — знаток истории вообще, истории народов Советского Союза в частности, знаток национального вопроса в беседе с писателями говорил о Низами, цитировал его произведения. После этого учёные Советского Союза, получив яркую и глубокую по своей научной правоте установку, развернули исключительно большую работу в области исследования творчества Низами и его эпохи.

### Низами — «возвращённый Азербайджану поэт»
В ходе юбилейных торжеств неоднократно отмечалось, что именно советская власть и лично Сталин «вернули» азербайджанцам Низами. Так, в 1940 году, в рамках декады азербайджанской литературы в Москве, ведущий азербайджанский поэт Самед Вургун сделал доклад, в котором подчеркнул, что Сталин вернул азербайджанскому народу его величайшего поэта Низами, которого хотели отнять «подлые враги народа, националисты-мусаватисты, пантюркисты и прочие предатели лишь по той причине, что большинство своих произведений он писал на иранском языке».
22 сентября 1947 года «Правда» опубликовала статью «Низами» заместителя председателя Союза писателей СССР Николая Тихонова:

Известно, что Низами писал свои поэмы на фарсидском языке. Этот факт был не раз использован врагами азербайджанского народа, буржуазными историками, иранскими националистами, чтобы провозгласить Низами иранским поэтом, будто бы не имеющим ничего общего с его родиной — Азербайджаном. Но эта наглая ложь никого не обманет.
На сентябрьских юбилейных мероприятиях 1947 года в Баку генеральный секретарь Союза писателей СССР Александр Фадеев был ещё более категоричен:

Если бы не было советской власти, самого величайшего гения азербайджанского народа, гения всего человечества Низами не знал бы даже сам азербайджанский народ.
Тем не менее, как отмечает Тамазашвили, к концу жизни Сталина версия о его роли в «возвращении» Низами сходит на нет, так как «дальнейшая беззастенчивая эксплуатация её уже не могла ничего дать, а самого Сталина сомнительные лавры в области низамиведения не привлекали, тем более в послевоенные годы».

### Другие аргументы
Формирование азербайджанского этноса завершилось в основном к концу XV века. Однако «территориальный принцип» был одним из основополагающих для идеологии «советского национализма», распространяясь также на историю. Национальная концепция в СССР предусматривала экстраполяцию 15 советских республик назад в прошлое. В частности, эта концепция выделяла литературу Азербайджана из персидской литературы, записывая Низами в азербайджанские поэты на основании того, что он жил на территории, впоследствии вошедшей в Советский Азербайджан. Так, Бертельс в качестве доказательства азербайджанской идентичности Низами использовал аргумент о методологической неверности приписывания Ирану всего комплекса персидской литературы, вне зависимости от места её создания и этнической принадлежности автора.
Азербайджанские комментаторы интерпретировали ряд мест в поэмах Низами как выражение тюркского этнического самосознания автора.
Видный политический деятель Азербайджана начала XX века, основатель партии Мусават, Мамед Эмин Расулзаде в одной из своих работ, изданной в 1922 году, не упоминал Низами. Для него первым великим азербайджанским поэтом был Физули. И только в 1949 году он опубликовал работу «Азербайджанский поэт Низами», в которой писал: «Несмотря на пустившее корни ложное представление, Низами, по нашему мнению, азербайджанский поэт… При исследовании произведений Низами ясно видно, что он далёк от фарского национализма, полон любви к тюркскому, связан со средой и условиями Закавказья, постоянно занят заботами об исторической судьбе и геополитикой страны, и таким образом он, конечно же, поэт Азербайджана».

### Ход празднования 800-летия Низами

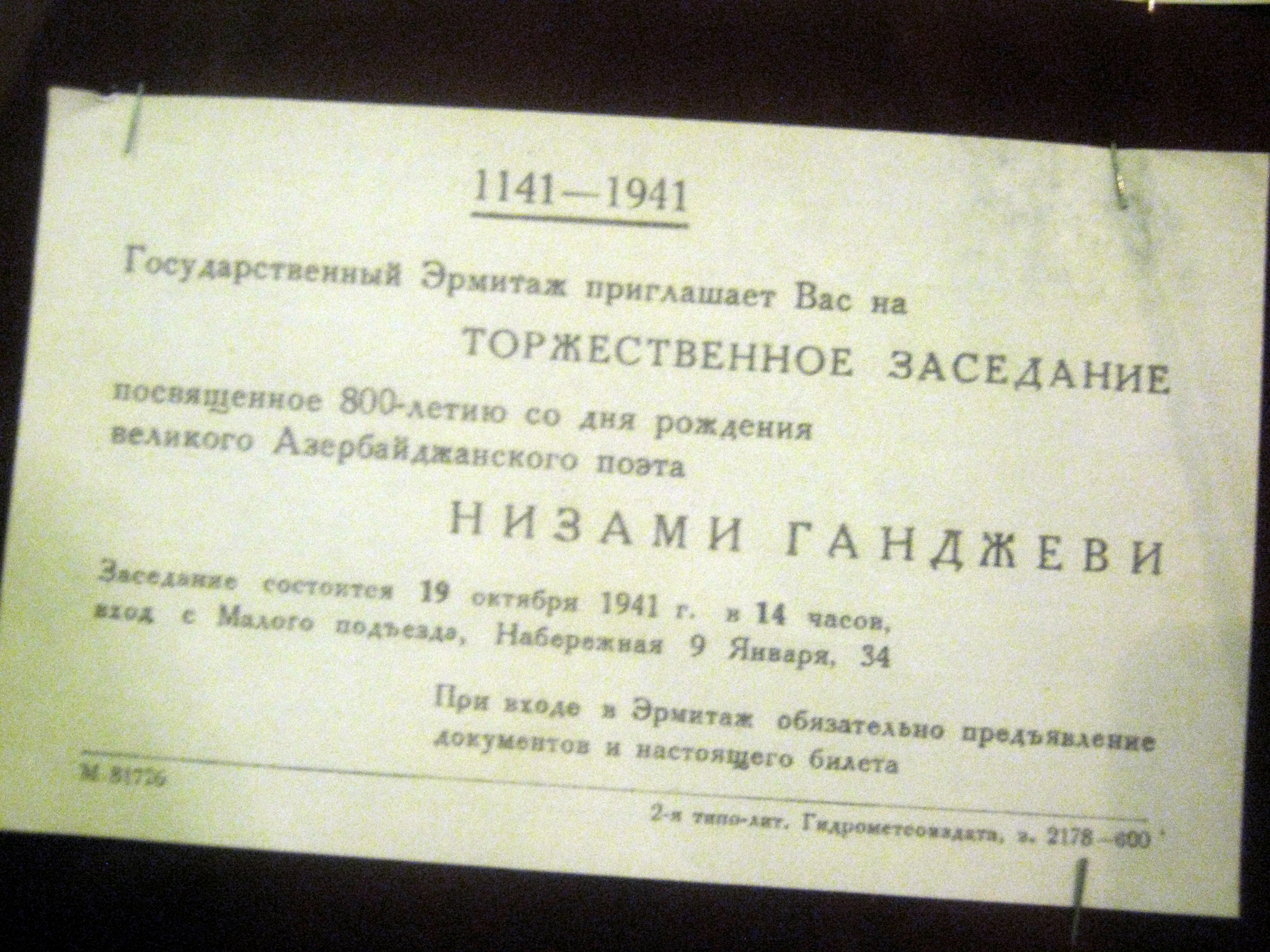
Приглашение на торжества в Эрмитаже, посвящённые «800-летию со дня рождения великого азербайджанского поэта Низами Ганджеви» 19 октября 1941 года (во время блокады Ленинграда). Музей обороны и блокады Ленинграда

В мае 1939 года был создан специальный комитет при Совете народных комиссаров АзССР по подготовке и проведению 800-летнего юбилея «великого азербайджанского поэта Низами», намеченного на 1941 год.
Осенью выходит «Антология азербайджанской поэзии», о планах выпуска которой объявлялось ранее. В предисловии к антологии приводились аргументы, доказывающие, что Низами — азербайджанский поэт, в том числе и со ссылками на Ю. Н. Марра, который характеризовался как ведущий советский иранист, а также давалась ссылка на «специальное решение о юбилее Низами», в котором Институт востоковедения АН СССР «твёрдо и решительно признал в Низами великого азербайджанского поэта». В произведениях Низами были зафиксированы «подлинные картины жизни и быта азербайджанского народа». Отсутствие в Азербайджане каких-либо исследований на тему Низами азербайджанские авторы объясняли происками «подлых агентов фашизма, буржуазных националистов, великодержавных шовинистов», которые «делали всё возможное, чтобы скрыть от азербайджанского народа наследие великого его сына поэта Низами».
Большая советская энциклопедия 1939 года издания также назвала Низами азербайджанским поэтом (автор статьи — Евгений Бертельс, до того относивший Низами к поэтам персидским). Статья в официальной советской энциклопедии завершила процесс пересмотра национальности Низами в советском востоковедении. После 1940 года советские исследователи и энциклопедии признают Низами азербайджанским поэтом. Иная точка стала рассматриваться как грубая политическая ошибка.
В декабре 1939 года Бертельс опубликовал в «Литературной газете» статью «Подготовка к юбилею Низами», где, в частности, особо отметил описание Низами утопической страны всеобщего счастья (в конце поэмы «Искандер-наме»). Это описание Бертельс представил предвосхищением появления Советского Союза.
Произведения Низами были переведены на азербайджанский язык (все они были опубликованы в азербайджанских переводах между 1941 и 1947 годами).
Празднование юбилея, намеченное на осень 1941 года, было отложено из-за войны, хотя юбилейное заседание состоялось, в частности, в октябре 1941 года в ленинградском Эрмитаже во время блокады. С окончанием войны кампания возобновилась. В мае 1945 года в Баку был открыт музей Низами, в одном из залов которого «золотыми буквами вдоль стены начертаны слова, сказанные товарищем Сталиным о Низами как о великом азербайджанском поэте, который вынужден был прибегать к иранскому языку, ибо ему не разрешали обращаться к своему народу на родном языке».
Основную часть экспозиции составляли картины на сюжеты произведений Низами. Несмотря на отсутствие аутентичных портретов Низами, центральной картиной экспозиции стало художественное изображение поэта работы художника Газанфара Халыкова, отвечавшее требованиям Багирова. С 1960-х годов это изображение стало каноническим для азербайджанских учебников, а Газанфар Халыков признан в современном Азербайджане создателем художественного образа Низами.
Кампания увенчалась торжествами, состоявшимися в Баку в мае 1947 года.

## Последствия

### Роль национальной идентичности Низами в советской культуре
В соответствии с «территориальным принципом» Низами, как уроженец будущей Азербайджанской ССР, оказывался до некоторой степени «поэтом Советского Союза», и память о нём эксплуатировалась идеологией именно в этом качестве. Согласно Сергею Панарину, в СССР исследования в области восточных литератур ориентировались на то, какие изменения претерпели эти литературы и вообще восточные народы благодаря социализму. Анализ литературных произведений не позволял делать таких выводов, поэтому исследователи хватались за разрозненные исторические факты — такие, как место рождения того или иного автора. В результате авторы, которые писали исключительно на арабском или персидском языке, «присваивались» советскими республиками с целью создания впечатления, что лучшая часть досоветского культурного наследия народов, которые когда-то составляли единую цивилизацию, была создана в границах будущего СССР. Советская пропаганда предлагала следующую схему: Низами писал на фарси, но родился и жил на территории будущей Азербайджанской ССР, он отражал чаяния азербайджанского народа и предвидел блестящее будущее СССР. Поскольку он предвидел это не как иностранец, а как азербайджанец, он был дважды велик. Поэтому азербайджанцев можно считать «избранными» строителями социализма — ведь они предчувствовали светлое будущее и дали миру прогрессивного поэта-пророка. Панарин отмечает, что это не имело отношения к истинному национальному возрождению азербайджанского народа, а являлось чисто идеологической инициативой.

### Культурные последствия кампании
По мнению Тамазишвили, отнесение Низами к азербайджанским поэтам, а его творчества — к достижениям азербайджанской литературы стало «главным, революционным для отечественной науки результатом этой <юбилейной> кампании». В Азербайджане признание Низами «своим» поэтом привело к появлению целого потока произведений искусства: поэт Самед Вургун написал драму «Фархад и Ширин» (1941 год), композитор Фикрет Амиров — симфонию «Памяти Низами» (1947 год), Кара Караев в 1947—1952 годах создал ряд музыкальных работ по мотивам произведений Низами (балет «Семь красавиц» и одноимённую сюиту, а также симфоническую поэму «Лейли и Меджнун»), Афрасияб Бадалбейли написал оперу «Низами» (1948 год), в 1982 году вышел в прокат фильм «Низами». Были установлены памятники поэту в Гяндже (1946 год) и Баку (1949 год; автор обоих — Фуад Абдурахманов). В 1985 году в Баку открылась станция метро «Низами Гянджеви» с мозаичными панно, иллюстрирующими поэмы Низами (автор — Микаил Абдуллаев), имя Низами носит центральная улица города. В 1947 году в Кировабаде был построен мавзолей Низами на месте, где, по преданию, находилась могила поэта.
Тамазишвили отмечает, что, несмотря на то, что не научные исследования, а априорные утверждения повлекли за собой вывод о национальной принадлежности поэта, тем не менее, от этого вывода выиграла советская многонациональная культура. Стихи Низами были переведены на азербайджанский и русский языки. Президиум Академии наук СССР включил в план работы на 1938 год написание научной монографии о «жизни и творчестве великого азербайджанского поэта Низами». Активное участие в пропаганде творчества Низами принял Евгений Бертельс, который возглавил группу, занимавшуюся критическим переводом цикла поэм Низами «Хамсе», и опубликовал в 1940 году книгу «Великий азербайджанский поэт Низами. Эпоха — Жизнь — Творчество», адаптированную под идеологические стандарты своего времени. Под аккомпанемент политизированной юбилейной кампании и во многом благодаря ей значительно увеличившись в объёме, шла переводческая, научно-исследовательская и издательская работа, важная и в политическом, и в культурном плане. Согласно Бертельсу, к 1948 году в СССР была создана новая наука — низамиведение, а работы, написанные о Низами за последнее десятилетие, «во много раз превосходят то, что Западная Европа смогла написать за полтора века». Принятый в СССР политизированный анализ творчества Низами предполагал, что поэт мог мечтать о коммунистическом обществе, что вызвало протесты Бертельса в 1947 году. Одним из главных итогов юбилейной кампании и признания Низами азербайджанцем стала широкая популяризация творчества Низами в СССР.
|                                                                     |  |                                            |  |                                                                                           |  |                                                                       |  |
| Памятник Низами Гянджеви в Баку. Скульптор Ф. Г. Абдурахманов, 1949 |  | Центральная улица Баку им. Низами (с 1962) |  | Мозаичный рисунок, изображающий героев поэмы «Хосров и Ширин» на станции метро им. Низами |  | Сцена из постановки (2010) балета «Семь красавиц» Кара Караева (1952) |  |

## Состояние вопроса в СССР после 1939 года
После того, как в 1939 году Большая советская энциклопедия назвала Низами азербайджанским поэтом, в более поздних работах он описывается уже не только как «венец плеяды» азербайджанских поэтов XII века, но как звено в цепи древней азербайджанской литературы, которая включает авторов не только с территории Азербайджанской ССР, но и Иранского Азербайджана (Хатиб Тебризи, Абульгасан Ардебили); первыми же её произведениями называются мидийские предания, записанные Геродотом, и «Авеста» Заратуштры, «отразившая религиозные, философские, социально-житейские воззрения древних азербайджанцев». Эта схема доминировала в энциклопедиях на протяжении всего советского периода.

### Попытка Бертельса отойти от этногеографического принципа идентификации
В 1948 году Бертельс сделал попытку отказаться от территориального и этнического подхода в иранской филологии. Он опубликовал статью «Литература на персидском языке в Средней Азии», в которой исходил из идеи целостности персидской литературы, заявив, что будет понимать под таковой все произведения, «написанные на т. н. „новоперсидском языке“, независимо от этнической принадлежности их авторов и того географического пункта, где эти произведения возникали».
Выступление Бертельса немедленно превратило его в объект политизированной критики за переход на «ошибочные позиции западноевропейских востоковедов», буржуазный космополитизм и отход от марксистско-ленинского взгляда на литературу народов Средней Азии и Кавказа. В апреле 1949 года на открытом партийном собрании в Институте востоковедения, посвящённом борьбе с космополитизмом, было объявлено, что Бертельс «помогает распространению новейших буржуазно-националистических концепций о мнимом превосходстве культуры Ирана над культурами других, соседних с Ираном стран, в особенности если речь идёт о советских социалистических республиках Средней Азии и Закавказья».
Бертельс пытался отстаивать свою позицию, заявив о методологической абсурдности классификации писателей в соответствии с их этнической либо территориальной принадлежностью.
Однако после новых обвинений со стороны коллег в реакционном паниранизме и буржуазном космополитизме он был вынужден признать свои «крупные ошибки».

## Текущее состояние вопроса

### Мировая наука
В современном литературоведении основной является точка зрения, что поэт XII века Низами Гянджеви писал по-персидски и жил в Гяндже, которая имела в ту эпоху смешанное население, в основном персидское, и находилась под влиянием персидской культуры. Об этнических корнях Низами известно только то, что он — курд по матери. Некоторые исследователи полагают, что его отец происходил из города Кум в Центральном Иране. Современная мировая наука не признаёт отнесение Низами Гянджеви к этническим азербайджанцам.
За пределами бывшего СССР в крупнейших национальных и профильных энциклопедиях Низами признаётся персидским поэтом, азербайджанская версия в них не рассматривается. Этой же точки зрения придерживается множество ведущих исследователей персидской поэзии.
Большинство исследователей персидской литературы считают, что Низами — типичный представитель иранской культуры, оказавший влияние на исламскую культуру Ирана и всего древнего мира.
Специалисты по новейшей истории Тадеуш Свентоховский и Одри Альтштадт, называя Низами персидском поэтом, вместе с тем считают, что Низами — пример синтеза тюркской и персидской культур. Критикуя точку зрения Альтштадт, рецензенты отмечают, что она транслирует идеологические воззрения советских азербайджанских исследователей. Специализирующаяся на исламе Ширин Хантер считает проблемой, когда западные учёные, в том числе Альтштадт, принимают и легитимизируют точку зрения азербайджанских исследователей, включая ряд средневековых персидских поэтов в «азербайджанскую тюркскую литературу», в частности Низами Гянджеви. Лорнеджад и Дустзадэ, рассматривая концепцию синтеза тюркской и персидской культуры в работах Низами, отмечают, что нет никаких оснований полагать, что такая взаимосвязь существует.
В 2012 году в Ереванской серии по ориенталистике вышла книга С. Лорнеджад и А. Дустзадэ «On the Politicization of the Persian Poet Nezami Ganjavi», подробно рассматривающая вопрос идентификации и процесс политизации Низами, и получившая положительную критику ряда известных востоковедов. Так, Бурнутян отмечает что указанная работа «не только развенчивает множество фальсификаций, но и на основании тщательного изучения работ Низами доказывает, что Низами, без сомнения, был иранский поэт». Паола Орсатти (итал. Paola Orsatti) полагает что эта книга показывает историческую несостоятельность приписывания Низами к азербайджанской культуре. Камран Талатофф считает что такая работа совершенно необходима, на фоне присвоения наследия Ирана древнего и классического периодов.
Специалист по персидской литературе Ребекка Гулд отмечает, что в большинстве книг о персидской литературе, опубликованных в Азербайджане, значение персидских поэтов, родившихся на территории Кавказа, таких как Хагани Ширвани или Низами Гянджеви, сводится к проекту повышения этнического престижа. «Национализация» классических персидских поэтов в ряде республик СССР, вписывающаяся в советское время в общую политику национального строительства, в постсоветских государствах стала предметом псевдонауки, уделяющей внимание исключительно этническим корням средневековых деятелей, и политических спекуляций.

### Россия
После распада СССР энциклопедии на русском языке продолжают называть Низами азербайджанским поэтом. Энциклопедия «Кругосвет» в статье об азербайджанской литературе (автор — Чингиз Гусейнов) целиком воспроизводит и схему происхождения азербайджанской литературы от «Авесты», а факт, что поэты X—XIII веков писали по-персидски, объясняет тем, что это был «язык Персидской империи».
Другие же российские специалисты вновь говорят о Низами как о персидском поэте.
В 2002 году в Санкт-Петербурге был установлен памятник Низами, в открытии которого приняли участие президенты Азербайджана и России. Выступивший на открытии памятника президент России Владимир Путин отметил, что имеет место «очень радостное, торжественное событие — мы открываем памятник выдающемуся сыну Востока, выдающемуся сыну Азербайджана, поэту и мыслителю Низами». Заведующий кафедрой иранской филологии и декан Восточного факультета Санкт-Петербургского государственного университета И. М. Стеблин-Каменский, говоря об этом памятнике, характеризует описание Низами в качестве азербайджанского поэта как плод националистических тенденций и «откровенную фальсификацию».
Комментируя попытки азербайджанизации ряда персидских средневековых культурных деятелей со стороны Т. М. Караева, российские учёные Башарин П. В., Тахнаева П. И. и Шихалиев Ш. Ш. отмечают: «Более грубым искажением истории является отнесение к азербайджанцам знаменитых персидских мыслителей XI–XIV вв. – философа Бахманйара (с. 251–268), поэта Низами (с. 243, 279–285), мистика-богослова ал-Газали (с. 93), мистика-исма‘илита из Тебриза Махмуда Шабистари (в тексте ошибочно: Шабустари, с. 92) и ряда других кроме Казембека, который действительно был выходцем из г. Решт в иранском Азербайджане. По всей видимости, автор не знает, что азербайджанцы как отдельный народ в то время еще не сформировались. Эти лженаучные измышления появились в позднюю сталинскую эпоху, получили название «кражи мыслителей», когда иранские мыслители и поэты объявлялись в СССР либо азербайджанцами, либо таджиками. Последние тридцать лет они взяты на вооружение националистическими властями Азербайджана, но не признаны современной отечественной и мировой наукой».

### Азербайджан

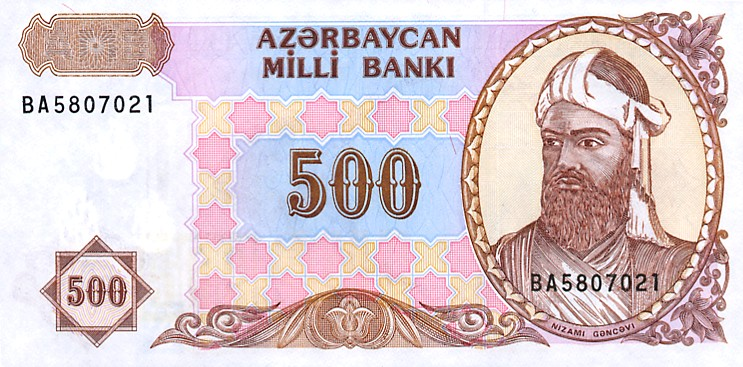
Низами на азербайджанской банкноте в 500 манат 1993 года

Политический аспект вопроса о национальной принадлежности Низами усилился после преобразования Азербайджанской ССР в суверенное государство Азербайджан. По мнению Сергея Румянцева и Ильгама Аббасова, в современном Азербайджане Низами прочно занял место в череде многих других героев и деятелей культуры от Деде Горгуда до Гейдара Алиева, служащих примером для нынешней молодёжи.
Во вступительной статье к трёхтомному собранию сочинений Низами, изданному в Баку в 1991 году, доктор филологических наук Рустам Муса оглы Алиев так характеризует поэта:

Низами — один из самых ярких гениев не только азербайджанского народа, но и всего человечества. Он — редчайший феномен, в котором сосредоточились все лучшие генетические качества — талант, ум, совесть, честь, прозорливость и ясновидение, искони присущие нашему народу.
«История азербайджанской литературы» (Институт литературы имени Низами НАНА, 2007 год) повторяет советскую схему, выводящую азербайджанскую литературу из Авесты.
Версия о Низами как об азербайджанском поэте обосновывается:
- территориальной принадлежностью Низами к Азербайджану; при этом государство Атабеков Азербайджана, под властью которого жил Низами, рассматривается как азербайджанское национальное государство. Одновременно отрицается правомерность применения к той эпохе понятия «Иран» ввиду отсутствия на политической карте государства с таким названием[94];
- утверждениями о тюркской этнической принадлежности Низами[94][95][96].

Эта точка зрения является господствующей в Азербайджане. В 2007 году «недопустимое» утверждение о талышской, а не азербайджанской принадлежности Низами упоминалось стороной обвинения на суде над талышским национальным деятелем Новрузали Мамедовым, обвинявшимся в государственной измене.
В 2011 году, выступая в Академии наук Азербайджана, президент Ильхам Алиев заявил что ни у кого в мире нет сомнений что Низами — азербайджанский поэт, и что это можно очень легко доказать. Восприятие Низами как неазербайджанского поэта Алиев связал с тем что азербайджанская культура настолько богата, что другие народы предпринимают попытки приписать её себе.

Ни у кого нет сомнений в том, что Низами Гянджеви — это гениальный азербайджанский поэт. Это знает весь мир. Но если возникла необходимость доказать это кому-то, то мы очень легко можем сделать это. Память о Низами дорога для каждого азербайджанца. Произведения Низами — это, конечно же, составная часть нашего национального сознания. Что же касается вопроса о том, что какие-то силы хотят приписать эти произведения себе или же присвоить их, то, к сожалению, мы неоднократно сталкиваемся с такими явлениями. И основная причина этого в том, что азербайджанская литература, азербайджанская культура и искусство настолько богаты, что другие стороны предпринимают попытки присвоить наше национальное достояние. 
По заявлению заместителя директора Института кавказоведения НАНА по научной работе Заура Алиева, оригинальные рукописи Низами, доказывающие его тюркское происхождение, хранятся в Матенадаране, недоступные для азербайджанских исследователей.